# Gösta Neuwirth
Gösta Neuwirth   (Viena, 26 de juliol de 1937) és un compositor i musicòleg austríac.
Neuwirth prové d'una família musical; El pianista Harald Neuwirth és el seu germà, la compositora Olga Neuwirth, la seva neboda. Va estudiar composició a la Universitat de Música de Viena amb Karl Schiske i estudis de música i teatre a la Universitat de Viena. Després d'un breu treball com a periodista a la Graz Neue Zeit, va continuar els seus estudis a la Universitat Lliure de Berlín amb Adam Adrio, perquè el professor vienès de musicologia Erich Schenk va donar al seu tema de tesi (Franz Schreker i la seva òpera Der ferne Klang) un antisemita, quan li havia disminuït la motivació. El 1968 es va doctorar a Berlín amb l'obra Die Harmonik a l'òpera "Der ferne Klang" de Franz Schreker.
Del 1968 al 1970 Neuwirth va treballar a l'Arxiu Mendelssohn de la Fundació Prussiana del Patrimoni Cultural i del 1970 al 1972 va treballar a l'edició completa de Schönberg. Del 1973 al 1982 Neuwirth va dirigir l'estudi electrònic de la Universitat de Música de Graz i va impartir conferències sobre la història de la música a la universitat en l'escola de la música.
Del 1982 al 2000 va ser professor d'història de la teoria de la música a la Universitat de les Arts de Berlín, i des del 2009 és professor d'honor a la Universitat de Friburg.
Entre els seus estudiants hi ha nombrosos compositors de renom, entre els quals destaca Bernhard Lang, Peter Ablinger, Georg Friedrich Haas, Arnulf Herrmann, Isabel Mundry, Hanspeter Kyburz, Orm Finnendahl, Enno Poppe i Oliver Korte. En el seu 70è aniversari, el "Styriarte 2007" va organitzar un homenatge a les seves obres de Schreker. Per al 80è aniversari, la "Gesellschaft der Musikfreunde" va organitzar un concert a Donaueschingen amb obres de Neuwirth, el seu professor Karl Schiske i els seus estudiants Peter Ablinger i Martin Kapeller. Al mateix temps, va aparèixer una nova versió de la seva composició Piss-Pott o Pot of Pieces: 22 miniatures per a piano.

## Treballs seleccionats
- Requiem, 1956
- Homenatge à Mahler, 1966
- Der Garten der Pfade, die sich verzweigen, 1975
- Streichquartett, 1976
- Pisspott oder Pot of Pieces, 1973–1981, Nova versió 2017
- Eine wahre Geschichte, 1981 (òpera de cambra)
- Sis cançons basades en textos de Maurice Maeterlinck, 199